# Sony Ericsson K810i
De Sony Ericsson K810i, uitgebracht op 4 mei 2007, is een mobiele telefoon van Sony Ericsson. Het is een opgewaardeerde versie van de Sony Ericsson K800i, de behuizing en afmeting zijn de belangrijkste verschillen. Net zoals zijn voorganger draagt de telefoon het Cyber-shot merk en heeft een ingebouwde digitale camera die geschikt is om een foto te maken van 3,2 megapixels.
De telefoon is beschikbaar in "noble blue", "pulse red" en "golden ivory".